# Batracomorphus ares
Batracomorphus ares är en insektsart som beskrevs av Knight 1983. Batracomorphus ares ingår i släktet Batracomorphus och familjen dvärgstritar. Inga underarter finns listade i Catalogue of Life.